# Radamel García
Radamel Enrique García King (Santa Marta, 16 de abril de 1957 - Santa Marta, 3 de janeiro de 2019) foi um futebolista colombiano que jogava na posição de zagueiro central. Foi pai do também futebolista Radamel Falcao García.
Defendeu diversos clubes colombianos, como o Junior de Barranquilla, Independiente Santa Fe, Deportes Tolima e Independiente Medellín, e representou a Colômbia nos Jogos Olímpicos de Moscou de 1980.